# Brian George
Brian George, född 1 juli 1952 i Jerusalem, Israel, är en brittisk-kanadensisk skådespelare. Han är bland annat känd i rollen som Babu Bhatt i TV-serien Seinfeld.

## Filmografi (urval)
- 1991–1997 – Seinfeld (TV-serie)
- 1997 – Austin Powers: Hemlig internationell agent
- 1999–2001 – Batman Beyond (TV-serie) (röst)
- 2000 – Tro, hopp, kärlek
- 2001 – Ghost World
- 2001–2003 – Justice League (TV-serie) (röst)
- 2002–2007 – Kim Possible (TV-serie) (röst)
- 2003 – Lloyd i rymden, avsnitt At Home with the Bolts (gäströst i TV-serie)
- 2007 – Mass Effect (röst i dataspel)
- 2012 – Hotell Transylvanien (röst)